# Can Tallada (Sant Martí de Llémena)
Can Tallada és un conjunt format per la pallissa i la masia de Sant Martí de Llémena (Gironès) inclosa a l'Inventari del Patrimoni Arquitectònic de Catalunya.

## Descripció

### Masia
La masia és de planta rectangular, de planta baixa i badius. Façana posterior més baixa que el teulat general, possible ampliació de la masia en època posterior i que originà la façana actual. Aquesta façana té una gran porta solar de pedra polida, descentrada del carener, perpendicular a la façana. Està coberta per un teulat a dues aigües, amb el carener perpendicular a la façana. Les finestres són de llinda plana. N'hi ha una datada (1617) i amb una creu inscrita. Els badius tenen dues obertures amb un pilar rectangular al mig i llinda de fusta. Existeix finestra de modillons tapiada a la façana principal. La pallissa s'unificà amb la masia per la façana posterior de la pallissa. En una llinda hi ha la data de 1617.

### Pallissa
Edifici adossat a la façana principal de la masia i cap al costat dret, coincidents amb la paret posterior de la pallissa. De planta rectangular, teulat a dues aigües i carener perpendicular a la façana principal. Té dues crugies de parets de pedra, amb la central desplaçada, coberta de cairats de fusta i llates. A la crugia esquerra havia existit un forjat de fusta que encara es conserva al de la dreta. Presenta una escala de pedra adossada a la façana lateral esquerra per pujar a la planta.
Se situa davant l'era, al costat de cossos més recents adossats al costat dret de l'era, feta de toves i suportada per un mur de contenció de pedra, guanyant el desnivell existent vers els camps de treball.